# コケイラン属
コケイラン属（コケイランぞく、学名：Oreorchis 、和名漢字表記：小蕙蘭属）は、ラン科に属する属。

## 特徴
地生の多年草。偽球茎は球状になり、連珠状に連なる。偽球茎の先端から1-2個の葉と1個の花茎を出す。葉は細長く、花茎の基部は鞘状葉に包まれる。花は小型、中型で黄色。花序は総状になるが、ときに頭状に密集する場合がある。萼片および側花弁は細長く同じ形で離生し、斜上または開出する。唇弁は萼片と同じ長さで3裂し、距はない。

## 分布
インド北部、ヒマラヤ、中国大陸、台湾、朝鮮半島、シベリア東部、日本に分布し、16種知られる。日本には2種が分布する 。

## 種

### 日本に分布する種
和名、学名はYistによる。
- コケイランモドキ Oreorchis coreana Finet - コケイランと比べて花が小さく、唇弁の隆起が板状になり、蕊柱は太く短い。本州（栃木県）と済州島に分布する[3]。
- コハクラン Oreorchis indica (Lindl.) Hook.f.（シノニム：Oreorchis foliosa (Lindl.) Lindl. var. indica (Lindl.) N.Pearce et P.J.Cribb）- 亜高山針葉樹林下に生育する。日本の本州中部地方、台湾、中国大陸西部、ヒマラヤに分布する[3]。
- コケイラン Oreorchis patens (Lindl.) Lindl. - 亜寒帯から冷温帯の林内のやや湿った場所に生育する。日本のほか、南千島、カムチャツカ半島、樺太、朝鮮半島、ウスリー、台湾、中国大陸に分布する[3]。

### 国外の種
- Oreorchis angustata L.O.Williams ex N.Pearce & P.J.Cribb -中国四川省・雲南省に分布
- Oreorchis aurantiaca P.J.Cribb & N.Pearce -ミャンマー北部に分布
- Oreorchis bilamellata Fukuy. -台湾に分布
- Oreorchis discigera W.W.Sm. -ミャンマー北部に分布
- Oreorchis erythrochrysea Hand.-Mazz. -チベット南東部から中国四川省・雲南省に分布
- Oreorchis fargesii Finet -中国中央部・南部、台湾に分布
- Oreorchis foliosa (Lindl.) Lindl. -ヒマラヤからミャンマーに分布
- Oreorchis micrantha Lindl. -ヒマラヤからミャンマー北部、台湾に分布
- Oreorchis nana Schltr. -中国四川省・雲南省・湖北省に分布
- Oreorchis nepalensis N.Pearce & P.J.Cribb -ネパールからチベット南部に分布
- Oreorchis oligantha Schltr. -チベット東部から中国甘粛省に分布
- Oreorchis parvula Schltr. -中国四川省・雲南省に分布
- Oreorchis porphyranthes Tuyama -ネパールに分布
- Oreorchis sanguinea (N.Pearce & P.J.Cribb) N.Pearce & P.J.Cribb -ブータンに分布

## 分類
上記のうち、コハクラン O. indica、O. erythrochrysea、O. foliosaは、コハクラン属  Kitigorchis F. Maek. に分類される場合がある。